# Лядукин, Марат Иванович
Марат Иванович Лядукин — советский хозяйственный, государственный и политический деятель, Герой Социалистического Труда.

## Биография
Родился в 1925 году в Сталино. Член КПСС.
С 1950 года — на хозяйственной, общественной и политической работе. В 1950—1956 гг. — заведующий Краснолиманским районным отделом здравоохранения, главный врач Краснолиманской центральной районной больницы в Донецкой области Украинской ССР.
Указом Президиума Верховного Совета СССР от 23 октября 1978 года присвоено звание Героя Социалистического Труда с вручением ордена Ленина и золотой медали «Серп и Молот».
Умер в городе Красный Лиман в 1992 году.